# Szitnyai Zoltán
Szitnyai Zoltán (Selmecbánya, 1893. május 27. – Salzburg, 1978. június 11.) író.

## Élete
Apja Szitnyai József (1842–1906) királyi tanácsos, Selmec- és Bélabánya polgármestere, anyja Laukó Kamilla. A Budapesti Tudományegyetemen jogot végzett. 1917-től városi tisztviselő volt Győrben. 1927-ben Budapestre költözött, ahol különböző lapok munkatársa volt. Írásai a Nyugatban (1926 és 1933 között), a Napkeletben, az Életben jelentek meg. Tagja volt a Petőfi Társaságnak. 1945-ben írásai miatt a Népbíróság ötévi kényszermunkára ítélte, majd 1949-es szabadulása után nyugatra menekült. Salzburgban telepedett le, ahol folytatta regényírói munkásságát és emigráns újságokban publikált. Több irodalmi díjat kapott.
Felesége Kochanovszky Brigitta Józsa volt, akivel 1934. október 4-én Budapesten kötött házasságot.

## Főbb művei
- Az én arcom (novellák, Győr, 1916)
- Bolondok tornya; Tevan, Békéscsaba, 1926
- Az ég – a tó; Amicus, Budapest, 1929
- Élni akarok (regény, Budapest, 1929)
- Lángoló hegyek; Genius, Budapest, 1930
- Aranykarika. Regény; Athenaeum, Budapest, 1931 (Athenaeum könyvtár)
- Szeptemberi majális. Novellák; s.n., Košice-Kassa, 1932 (Kazinczy könyvtár)
- Nincs feltámadás. Regény; Athenaeum, Budapest, 1932
- Öt testvér. Regény; Athenaeum, Budapest, 1933
- Hodinai Hodinák (regény, Budapest, 1936)
- Jelmezbál; Athenaeum, Budapest, 1936
- Benn a bárány; Athenaeum, Budapest, 1937
- Tánc; Athenaeum, Budapest, 1938
- Ember nélkül (regény, Budapest, 1939)
- A bocs. Regény; Athenaeum, Budapest, 1939 (Athenaeum regénytár)
- A fehér lovas; Egyetemi Ny., Budapest, 1940
- A kegyelmes úr rokona (regény, Budapest, 1940)
- Asszonyka; Athenaeum, Budapest, 1941
- Zay Isti két bálja; Hungária Ny., Budapest, 1942 (Százezrek könyve)
- A harmadik felvonás; Hungária Ny., Budapest, 1942 (Százezrek könyve)
- Álomlovag; Áchim, Budapest, 1942 (Százezrek könyve)
- Aki lehetett volna...; Áchim, Budapest, 1943 (Százezrek könyve)
- Alázatos életRuszkabányai, Budapest, 1943
- Milka; Athenaeum, Budapest, 1943
- Kastélyok koldusa; Athenaeum, Budapest, 1943
- Féltékenység; Rubletzky, Budapest, 1943 (Budapesti regények)
- Furcsa világ; Stádium, Budapest, 1944
- Vitnyédiék lakomája (regény, Budapest, 1944)
- Titkok tolvaja (regény, München, 1951)
- Tébolyult világ; szerzői, s.l., 1952
- Ezüsthíd (regény, Cleveland, 1953)
- Tébolyult világ (regény, Salzburg, 1954)
- Őrzők a vártán (esszék, Brüsszel–Hilversum–München, 1957)
- Egyszer volt... Elbeszélések; Magyar Ház, Brüsszel 1959 (Magyar Géniusz sorozat)
- Hol ember a vad. Regény; Új Hungária, München 1963
- Háború van, háború! (regény, Cleveland ; Szitnyai Zoltán, 1966)
- Küzdelem (misztériumjáték, München, 1966)
- Az óriás kezében; Amerikai Magyar Szépmíves Céh, Astor Park, 1966
- Szellemi tájakon (emlékezések, Chicago, 1971)
- Így rendeltetett (r., Toronto, 1973)
- Viktória (kisregény, München, 1974)
- Az 5-ös őrház (regény, Fahrwangen, 1975)
- Még ég a láng (elb. esszék, napló, Los Angeles, 1976)
- A sátán követe (regény és elbeszélés, München, 1977)
- Fények és árnyak. Novellák; Katolikus Magyarok Vasárnapja, Youngstown, 1977
- Alázatos élet (regény, Youngstown, 1978)
- Osztályidegen; Szitnyai Zoltán Baráti Köre, München, 1980
- Hol van a nemzet?; Hídfő Baráti Köre, San Francisco, 1982

## Szakirodalom
- Tűz Tamás: Az évszázad szemtanúja. in: Angyal mondd ki csak félig, Oakville, 1974. 129-131. old.